# 神戸西インターチェンジ
神戸西インターチェンジ（こうべにしインターチェンジ）は、神戸市西区見津が丘4丁目にある山陽自動車道（木見支線）・神戸淡路鳴門自動車道のインターチェンジである。西神自動車道はここを起点とする。
上り線本線上に神戸西本線料金所がある。なお、本区間は日本道路公団（当時）の高速自動車国道と本州四国連絡道路を連続して通行する場合の料金徴収ルールが変更された後に開通したため、下り線には初めから料金所がなかった。

## 歴史
- 1998年（平成10年）4月5日：山陽自動車道（木見支線）・三木JCT - 神戸西IC間及び神戸淡路鳴門自動車道・神戸西IC - 津名一宮IC間開通に伴い、供用開始[1][2]。

## 接続する道路
- 直接接続
  - 兵庫県道22号神戸三木線（兵庫県道52号小部明石線重複）

## 隣
E28 山陽自動車道木見支線
(2)三木JCT - (1)神戸西IC
E28 神戸淡路鳴門自動車道（西神自動車道）
(1)神戸西IC/TB - (2)布施畑JCT/IC